# John Monroe Van Vleck
John Monroe Van Vleck (4 mars 1833 - 4 novembre 1912) est un mathématicien et astronome américain. Il enseigne l'astronomie et les mathématiques à l'université Wesleyenne à Middletown, Connecticut pendant plus de cinquante ans (1853-1912), et est président d'université par intérim à deux reprises.

## Jeunesse
John Monroe Van Vleck naît le 4 mars 1833 à Stone Ridge, New York ; il est le fils de Peter Van Vleck (1806-1872) et Ann Hasbrouck (1803-1854). Il est diplômé de l'université Wesleyenne en 1850 et commence à enseigner à la Greenwich Academy. Le diplôme de LL. D. lui est conféré par l'université Northwestern en 1876. De 1851 à 1853, il est assistant au Bureau des almanachs nautiques.

## Carrière
Il enseigne l'astronomie et les mathématiques à l'université Wesleyenne à Middletown, Connecticut pendant plus de cinquante ans, en tant que professeur adjoint de mathématiques (1853-1857) puis professeur de mathématiques et d'astronomie (1858-1904) et professeur émérite (1904-1912). Il est président par intérim de l'université à deux reprises, en 1872-1873 et en 1887-1889, puis vice-président en 1890-1893. En 1904, il est vice-président de l'American Mathematical Society.
Il est membre de l'Académie des arts et des sciences du Connecticut.
En 1869, il est membre de l'expédition Solar Eclipse à Mount Pleasant, Iowa. Il est membre de l'AAAS. Il publie des « Tableaux donnant les positions de la Lune pour 1855-1856 » et pour 1878-1891, et des « Tableaux donnant les positions de Saturne pour 1857 à 1877 » pour l'« Almanach nautique américain ».
L'observatoire Van Vleck à l'université Wesleyenne et le cratère Van Vleck sur la Lune portent son nom.

## Vie privée
Il est marié à Ellen Maria Burr le 2 mai 1854. Sa femme est morte le 26 décembre 1899, mais il lui survit douze années. Ils ont un fils et trois filles :
- Anna Van Vleck ;
- Clara Van Vleck ;
- Edward Burr Van Vleck (1863-1943), mathématicien de premier plan aux États-Unis[6]. Edward enseigne à l'université du Wisconsin à Madison, où il devient professeur émérite en 1926[4] ;
- Jane Van Vleck.